# Jona Willem te Water

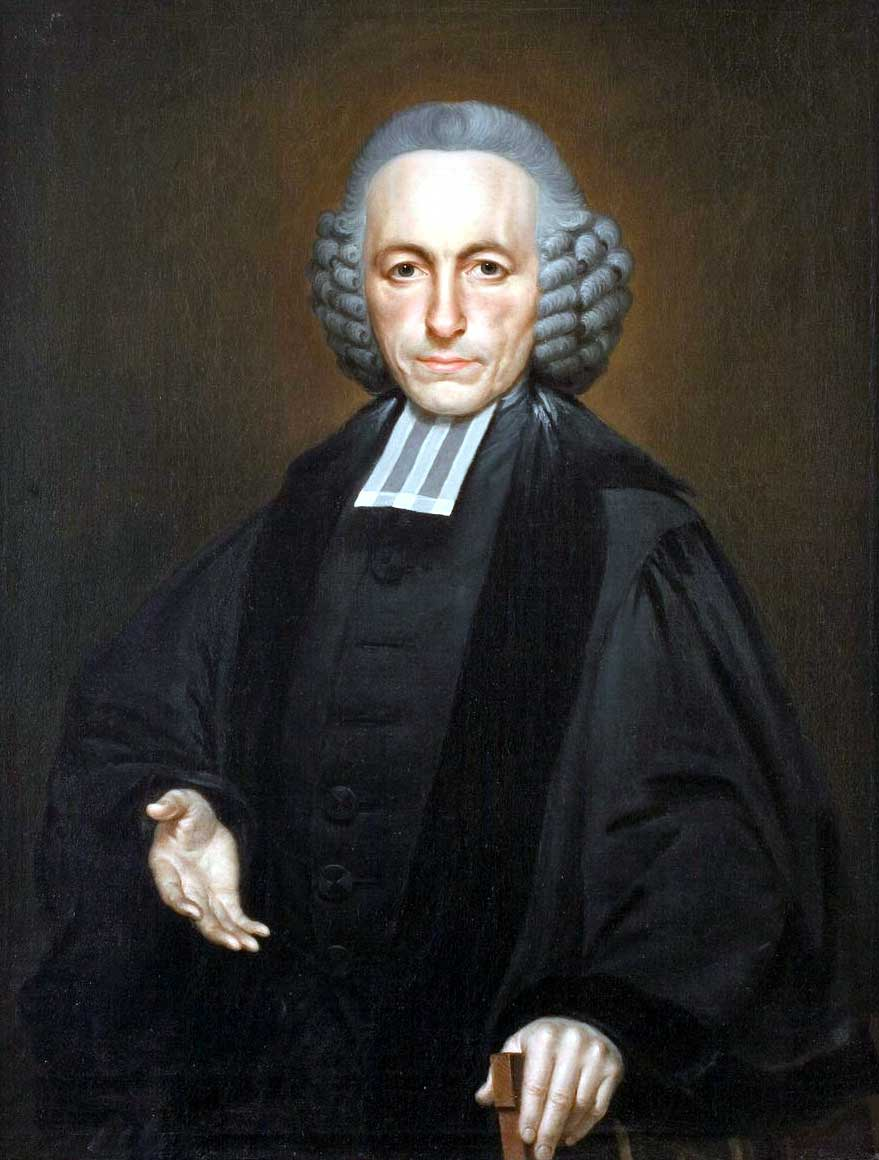
Jona Willem te Water. Gemälde von Nicolas Joseph Delin, 1796.

Jona Willem te Water (* 28. Oktober 1740 in Zaamslag, Niederlande; † 19. Oktober 1822 in Leiden) war ein niederländischer reformierter Theologe.

## Leben
Te Water war der Sohn des Pfarrers und Historikers Willem te Water (1698–1764) und dessen Frau Sara van Middelhoven. Er erhielt seine erste Ausbildung in der lateinischen und griechischen Sprache von seinem Vater. Ab 1750 besuchte er die Lateinschule in Vlissingen, die er am 3. September 1755 mit der Rede honori et meritis illustrissimae gentis Borsaliae („eine Abhandlung über die Geschichte der niederländischen Adelsfamilie Borsselen“) verließ. Finanziell durch die Familie Borsselen unterstützt, nahm er ein Studium der Literatur und Theologie an der Universität Utrecht auf. Hierzu besuchte er an der philosophischen Fakultät die Vorlesungen von Petrus Wesseling, Johann Friedrich Reitz und Sebald Rau. Seine theologische Ausbildung absolvierte er bei Albert Voget, Frans Burman, Gisbert Matthias Elsner, Willem van Irhoven und Gisbert Bonnet.
Bereits während seiner Studienzeit beschäftigte er sich mit geschichtlichen Themen, das belegt auch seine 1761 dort verteidigte philologische Abhandlung der neutestamentlichen Berichte über Jesus Begräbnis und Grab Disputatio historica critica ad historiam sepulchrt et sepalturoe Jesu Christi publice defensa. Sie ist zugleich ein Spiegelbild seiner anerzogenen orthodoxen christlichen Einstellung, deren Ausrichtung ihn streng an der Autorität der Bibel festhalten ließ. Am 11. März 1761 wurde er unter die Kandidaten des Predigtamtes aufgenommen und am 7. September 1761 als reformierter Pfarrer in der kleinen Gemeinde Haamstede berufen. Dieses Amt begann er am 25. Oktober desselben Jahres mit einer Predigt über den 2. Brief des Paulus an Timotheus (2:1-2). Hier lernte er die damaligen Realitäten des Zivillebens kennen, die eine wesentlich tolerantere Anwendung der kirchlichen Dogmatiken im Lebensalltag der damaligen Zeit aufwiesen.
Zwei Jahre später am 16. August 1763 berief man ihn als Pfarrer nach Veere, daher hielt er am 6. November 1763 in Hamstede seine Abschiedspredigt über den Brief an die Hebräer (13:22) und begann sein neues Amt in Veere am 20. November 1763 mit einer Predigt über den 1. Brief des Paulus an Timotheus (4:12). Wiederum zwei Jahre später berief man ihn am 4. August 1765 als Pfarrer nach Vlissingen. Daher verließ er am 20. Oktober 1765 mit einer Abschiedspredigt über die Apostelgeschichte des Lukas (Apg 28:30-31) Veere und trat das ihm übertragene Amt am 27. Oktober 1765 in Vlissingen mit einer Predigt über den 1. Brief des Paulus an die Thessalonicher an. Hier lernte er den jungen Jacobus Bellamy kennen, der seinen Religionsunterricht besuchte und den er förderte. Nach dem Tod seines Vaters veröffentlichte er dessen weiter ausgearbeitete Reformationsgeschichte von Zeeland und begann selbst über die Geschichte von Zeeland zu publizieren.
In all seinen Veröffentlichungen zeigte te Water ein scharfes Auge für die Rolle der Vorsehung in der Geschichte. Diese Arbeiten brachten ihm am 20. September 1776 den Titel eines Geschichtsschreibers von Zeeland ein und man beabsichtigte ihn als Hochschullehrer an die Universität Groningen zu berufen. Jedoch lehnte er das ihm unterbreitete Angebot ab. Vielmehr brach in jener Zeit ein Konflikt aus. Als die öffentlichen Einrichtungen die Freiheit der Religionsausübung den Katholiken zugestehen wollten, unterstützte te Water diese Bestrebungen. Jedoch nicht die reformierten orthodoxen Christen, welche dagegen so sehr auftraten, dass schließlich militärische Kräfte eingesetzt werden mussten. Als Konsequenz seines Auftretens verlor er immer mehr Kirchgänger, die seinen Predigten fernblieben. Am 9. August 1779 erhielt er eine Berufung als Gymnasialprofessor der Philosophie und der niederländischen Geschichte an die Illustre Schule in Middelburg.
Am 27. Oktober 1779 hielt er seine Abschiedspredigt in Vlissingen und übernahm am 15. März 1780 mit der Rede de praestantia et dignitate historiae Batavae die ihm übertragene Aufgabe. Auch in Middelburg widmete er sich seelsorgerischen Aufgaben. Nachdem er am 30. Oktober 1784 von den Kuratoren der Universität Leiden eine Berufung zum theologischen Professor für die Exegese des neuen Testaments und die Kirchengeschichte erhalten hatte, hielt er am 30. Januar 1785 in Middelburg eine Abschiedspredigt über den 1. Brief des Paulus an die Korinther (Kor. 16, 23:24). In Leiden erteilte ihm der Senat der Hochschule am 19. März 1785 die Ehrendoktorwürde der Theologie und er übernahm am 9. April 1785 mit der Rede de studio historiae ecclesiasticae cum disciplina theologica diligenter conjungenda seine Aufgabe als Hochschullehrer. Zudem erhielt er am 6. April 1785 eine Berufung als Pfarrer in Leiden. Die Aufgabe übernahm er am 1. Mai 1785 mit einer Predigt über den Brief des Paulus an die Epheser (4: 11-15).
Te Water war ein gemäßigter orthodoxer Vertreter der reformierten Calvinistischen Kirche, der sich in der Zeit zunehmender Aufklärung den Lehren Johann August Ernestis anschloss und zu seinem Vertreter des rationalistischen Supranaturalismus avancierte. Er konnte sich als Anhänger des niederländischen Hauses Oranje während der Ereignisse der Batavischen Republik 1795 in seinem Lehramt halten. Der in den orientalischen und alten Sprachen durchaus versierte te Water erhielt zudem am 22. August 1797 den Auftrag, die Vorlesungen der griechischen Sprache zu leiten. Als Leidener Lehrkraft beteiligte er sich auch an den organisatorischen Aufgaben der Hochschule und war 1789/90 sowie 1800/01 Rektor der Alma Mater. Hierzu hielt er bei der Niederlegung der ersten Amtszeit die Rede de theologo erudito (1790) und aufgrund der Studentischen Aufstände während des neuen Jahrhundertwechsels in seiner zweiten Amtsperiode keine Rede. Er wirkte auch in vielen kirchlichen Institutionen. So war er Mitglied des Ausschusses für die Angelegenheiten der niederländischen reformierten Kirche und unter Louis Bonaparte für die Angelegenheiten der evangelischen Kirche tätig.
Jedoch konnte er diesen Funktionen keine Änderung der reformierten Kirche erreichen, da er an den Beschlüssen der Dordrechter Synode festhielt. Te Water war auch Mitglied von nicht weniger als fünfzehn Gelehrtengesellschaften. So sind hier vor allem seine Gründungsmitgliedschaft am 4. Mai 1808 beim königlichen Institut für Wissenschaften, Literatur und schöne Künste (Koninklijk Instituut van Wetenschappen, Letterkunde en Schoone Kunsten), seine Zeit als Vorsitzender der Gesellschaft der niederländischen Literatur in Leiden von 1793 bis 1822, seine 1784 erfolgte Mitgliedschaft in der Kaiserlich-königlichen Akademie der Wissenschaften und freien Literatur in Brüssel und seine 1802 erfolgte Mitgliedschaft in der lateinischen Gesellschaft in Jena hervorzuheben. Für diese Gesellschaften verfasste er eine Vielzahl von Biographien verstorbener Mitglieder. 1807 wurde sein Haus beim großen Explosionsunglück (Leidens Ramp) beschädigt. Nach einer Anekdote soll seine damals taube Frau zu jenem Zeitpunkt gefragt haben „Hast du etwas gesagt, te Water“.
Nach mehrjähriger Wirkungszeit als Professor wurde er am 6. November 1815 aus seinem lehrenden Dienstverhältnis emeritiert. Ein halbes Jahr später hielt er als Leidener Pfarrer am 29. Mai 1816 seine Abschiedspredigt über den Brief des Paulus an die Epheser (Eph. 4: 11-15). Am 7. März 1816 verlieh ihm das niederländische Königshaus den Orden eines Ritters des niederländischen Löwen für sein Lebenswerk. In seinen letzten Lebensjahren widmete er sich vor allem der Aufbereitung der Geschichte der Leidener Hochschule.
Im März 1766 heiratete te Water Paulina Cornelia Mounier (* 16. Oktober 1738 in Middelburg; † 14. September 1814 in Leiden), die Tochter des Kaufmanns Jacob Mounier (1694 in Middelburg-1755 ebd.) und der Susanna Plevier (* 30. März 1700 in Middelburg; † 20. Mai 1763 ebd.). Die Ehe blieb kinderlos.
Er wurde neben seiner Frau in Katwijk am See begraben. Sein Bruder veröffentlichte nach seinem Tod seinen selbst verfassten Lebenslauf.

## Werke
Te Water publizierte zahlreiche Abhandlungen in den Fachzeitschriften und Journalen seiner Zeit. Ebenfalls erschienen viele biographische Einzelabhandlungen. Daher sollen hier nur seine bedeutendsten Arbeiten aufgeführt sein.
- Oratio honori et meritis illustrissimae gentis Borsaliae. Vlissingen 1755 niederländisch durch seinen Vater herausgegeben unter dem Titel: Redenvoering ter eere, en over de Verdiensten des doorluchtigen geslachts van Borssele. Vlissingen 1755, (books.google.de)
- Disputatio historica critica ad historiam sepulchrt et sepalturoe Jesu Christi publice defensa. Utrecht 1761
- Kort verhaal der reformatie van Zeeland in de zestiende eeuw met eenige verhandelingen daartoe betrekkelijk, begonnen door W. te Water, door J.W. te Water voortgezet en voltooid. Middelburg 1766, (books.google.de)
- Plegtige inhuldiging van Z.D.H. Prins Willem den V als erfheer van Vlissingen. Met eene voorafgaande Beschrijvinge van de voornaamste geschiedenissen der stad Vlissingen sedert hare eerste beginseten tot op dien tijd. Middelburg 1767
- Tweede eeuwfeest van de vrijheid in den burgerstaat en godsdienst binnen de stad Vlissingen sedert den zesden van Grasmaand 1572. Middelburg 1772 (books.google.de)
- Aanspraak tot de hervormde kerke in Nederland bij gelegenheid der invoering der nieuwe psalmberijming. Middelburg 1774
- Historie van het verbond en de smeekschriften der Nederlandsche edelen, 1565-1567. Middelburg 1776-1796, 4. Bde., 1. Bd., 1776, (books.google.de); 3. Bd., 1795, (books.google.de)
- Oratio de praestantia et dignitate historiae Batavae. Middelburg 1780, (books.google.de)
- Beschrijvinge der oude buitenplaats St. Jan ten Heere in het eiland Walcheren. Middelburg 1780
- Oratio de studio historiae ecclesiasticae cum disciplina theologica diligenter conjungenda. Leiden 1785
- Oratio de theologo erudito publice dicta die VIII Febr. m. 1790 cum magistratum academicum deponeret. Leiden 1790
- Bijvoegsels en aanmerkingen, bestaande in noodige naleezingen voor de Vaderlandsche Historie van J. Wagenaar. Amsterdam 1797-1801, 2. Bde.
- Narratio de rebus academiae Lugduno-Batavae saeculo XVIII prosperis et adversis. Accedunt B. Vulcanii consilium de studio medicinae; auctarium legati Papenbroechiani; series professorum et curatorum. Leiden 1802, (books.google.de)
- Levensbijzonderheden van Pieter Adriaensz. van der Werff. Leyden 1814
- Levensberigt van den heere Mr. Johan Meerman, heer van Dalem en Vuren. 1816 (books.google.de)
- Levensbeschrijvinge van Mr. Herman Tollius. 1822 (books.google.de)